# Айл (город, Миннесота)
Айл (англ. Isle) — город в округе Мил-Лакс, штат Миннесота, США. На площади 6,6 км² (5,4 км² — суша, 1,1 км² — вода), согласно переписи 2002 года, проживают 707 человек. Плотность населения составляет 129,7 чел./км².
- Телефонный код города — 320
- Почтовый индекс — 56342
- FIPS-код города — 27-31472[1]
- GNIS-идентификатор — 0645530[2]